# Benny Kohlberg
Benny Kohlberg (n. 17 aprilie 1954, Arvika, Comitatul Värmland, Suedia) este un schior de fond ce a reprezentat Suedia, medaliat olimpic. A participat la 2 ediții ale Jocurilor Olimpice (1980, 1984) în care a câștigat o medalie de aur.